# نظریات منشأ کریستوف کلمب
منشأ قومی یا ملی کاشف کریستف کلمب (۱۴۵۰ یا ۱۴۵۱–۱۵۰۶) از قرن نوزدهم به عنوان یک منبع تحقیقاتی مورد تأمل تبدیل شده‌است. تاریخ نگاران در مورد این که خانواده کلمب اهل منطقهٔ ساحلی لیگوریا بوده‌است و دوران کودکی و جوانی خود را در جمهوری جنوآ در جنوآ، در ویکو دیریتو سپری کرده و سپس در ساونا جایی که پدرش دومنیکو در سال ۱۴۷۰ منتقل شد، زندگی کرده‌است، توافق نظر دارند. بسیاری از شواهد مرتبط با ارتباطات خانوادگی نزدیک کلمب در جنوآ و نظرات افراد معاصر او نشانگر منشأ جنوایی او است و کمتر کسی در این باره تردید دارد.
تئوری‌های دیگری نیز وجود دارد اما هیچ‌یک از آن‌ها به‌طور گسترده پذیرفته نشده‌اند.

## منشأ جنوآیی

### اسناد
بسیاری از تاریخ نگاران، از جمله یک محقق اسپانیایی به نام آنجل د آلتولاگویره، معتبر و اصل بودن این سند را تأیید می‌کنند. اما برخی معتقد هستند که منشأ این سند مجهول می‌باشد. برخی معتقدند که این سند در یک دادگاه در جریان یک دعوای حقوقی بین وارث‌های کلمب در سال ۱۵۷۸ تولید شده‌است و به همین منظور قوت اثبات برای معتبر یا اصل بودن آن را تقویت نمی‌نماید.
هرچند برخی افراد این نامه را نا معتبر می‌دانند، اکثر محققان معتقدند که اصلیت آن تأیید شده‌است. بررسی توسط خط شناس‌ها نیز به اصالت و معتبر بودن آن شهادت می‌دهد. این نامه یکی از مجموعه اسنادی است که کلمب پس از تجربیات منفی سفر سوم خود، قبل از شروع به سفر چهارمش، به یکی از دوستان جنوآییش به امانت داده شده بود.
در بهار سال ۱۵۰۲، کلمب نسخه‌های تصدیق شده تمام نوشته‌های مربوط به حقوق خود در کشف سرزمین‌های جدید را جمع‌آوری کرد. او این اسناد را به سفیر جمهوری جنوا که نیکولو اودریکو نام داشت فرستاد.

### تاریخ نگاران
بیشتر محققان موافقند که کلمب جنوآیی بوده‌است.
ساموئل الیوت موریسون در کتاب خود با عنوان «کریستف کلمب: دوستدار دریای اقیانوس» به این نکته اشاره می‌کند که تعداد زیادی از اسناد قانونی موجود، منشأ جنوایی کلمب، پدرش دومنیکو و برادرهای وی با نام‌های بارتولومئو و جیاکومو (دیگو) را نشان می‌دهند. این اسناد که به زبان لاتین توسط نوتاریوس‌ها نوشته شده‌اند، در دادگاه‌های جنوایی از اعتبار قانونی برخوردار هستند. این اسناد که در قرن نوزدهم در زمانی که تاریخ نگاران ایتالیایی آرشیوهای جنوآ را مورد بررسی قرار دادند کشف شده‌اند، قسمتی از مجموعهٔ «راکولتا کلمبیانا» را تشکیل می‌دهد.

### زبان
زبانی که در جنوآ و ساحل لیگوریا به‌طور اصلی مورد کاربرد بود زبان لیگوریایی بود. زبان ایتالیایی در ابتدا بر پایهٔ زبان محاوره ای قرن چهاردهم فلورانس در منطقهٔ مجاور توسکانی بنا شده بود و به عنوان زبان اصلی صحبت کردن مردم در جنوآ در قرن پانزدهم نبود.
اگرچه کلمب تقریباً به‌طور انحصاری به زبان اسپانیایی می‌نوشت اما در یک نسخه ایتالیایی (از ونیز) سال ۱۴۹۸ از کتاب تاریخ طبیعی پلینی که بعد از سفر دوم خود به آمریکا آن را خوانده بود، یک دست‌نویس کوچک به گویش جنوایی وجود دارد: این نشان می‌دهد که کلمب توانایی نوشتن به زبان جنوایی و خواندن ایتالیایی را داشته‌است. همچنین در کتاب پیشگویی‌های خود یک یادداشت به زبان ایتالیایی وجود دارد، و به قول تاریخ‌نگار آگوستین کلینگ، مشخصه‌های انسان‌گرایی شمال ایتالیا در خطاطی، نحو و املاء آن به چشم می‌خورد.

## نظریات دیگر
نظریات دیگری مدعی می‌شوند که کلمب یک نجیب‌زاده یونانی بیزانسی، یک نجیب‌زاده ساردینی، یک فرد نروژی، یک فرد اسکاتلندی، یا فرزند پادشاه ولادیسلاو سوم وارنا بوده‌است. بسیاری از شهرها به خصوص شهر کالوی در کورسیکا که در زمان کلمب تحت حکومت جنوایی بود به عنوان محل تولد کلمب فرض می‌شده‌اند.